# Betta midas
Betta midas är en fiskart som beskrevs av Tan 2009. Betta midas ingår i släktet Betta och familjen Osphronemidae. Inga underarter finns listade.